# 末日希望
《末日希望》，是由LTgames發行的砍殺遊戲，2019年4月16日於Android展開不刪檔測試，2019年5月1日開放事前登入，2019年6月5日正式於iOS和Android平台發布。

## 遊戲內容
該遊戲是一款以喪屍末日為主題的像素畫風格手機遊戲，在章節故事探險模式中，劇情在講述2025年，Z病毒爆發，短短幾日內便造成了許多傷亡，以及許多從人類被感染成喪屍的感染者，倖存者所剩無幾，玩家在遊戲初期時必須以尋找失散妻兒為目標，再逐步探索世界來尋找病毒爆發的原因。遊戲內有世界BOSS的多人討伐副本任務，玩家須與其他玩家合力討伐世界BOSS，討伐成功後，參與討伐任務的玩家都可獲得獎勵，輸出榜單越名列前茅的玩家獲得的獎勵則會越來越豐富，此外，該遊戲也有礦洞以及伐木場兩種副本，只要收復被喪屍佔領的礦洞和伐木場就可以建立自己的工業體系和穩定供給。遊戲中除了故事探險模式外，也有無盡深淵模式和討伐屍海模式以及極限挑戰模式等三種模式玩法，無盡深淵模式中主要以地牢迷宮玩法為主，玩家除了要攻擊怪物外，也必須規避各種陷阱機關，才能安全的前往下一層，前往的層數越深，獲得的獎勵也會越來越豐富。在討伐屍海模式中玩家剛開始就會被海量的喪屍所包圍而無法逃逸，玩家必須在有限的空間中與喪屍對抗，此模式的喪屍數量十分的多，且刷新速度也異常的快。極限挑戰模式中，遊戲地圖會有毒霧持續逼近，玩家必須在毒霧逼近前在喪屍海中殺出一條血路，直到抵達街區的盡頭為止。
2019年6月21日，Joeman、胡子以及放火等三位YouTuber釋出擊殺喪屍的創意短片後，2019年6月27日他們的形象就被置入至遊戲內，他們會在主線故事固定章節的限時營救任務中出現，玩家可以前去營救他們，但也必須小心被他們倒戈。這個連動活動於2019年6月27日開始，2019年7月27日結束。

## 外部連結
- 末日希望遊戲官方網站 （页面存档备份，存于）